# سیارک ۸۵۸۹
سیارک ۸۵۸۹ (به انگلیسی: 8589 Stellaris، نامگذاری:4068P-L) هشت هزار و پانصد و هشتاد و نهمین سیارک کشف شده‌است که در ۲۴ سپتامبر ۱۹۶۰ کشف شد.
قدر مطلق سیارک برابر ۱۵٫۰۰ است.